# Ann-Kathrin Linsenhoff
Ann-Kathrin Linsenhoff –también conocida bajo su nombre de casada Ann-Kathrin Kroth– (Düsseldorf, 1 de agosto de 1960) es una jinete alemana que compitió en la modalidad de doma. Es hija de la jinete Liselott Linsenhoff.
Participó en los Juegos Olímpicos de Seúl 1988, obteniendo una medalla de oro en la prueba por equipos (junto con Reiner Klimke, Monica Theodorescu y Nicole Uphoff). Ganó dos medallas de oro en el Campeonato Mundial de Doma, en los años 1990 y 2002, y cinco medallas en el Campeonato Europeo de Doma entre los años 1987 y 2005.

## Palmarés internacional
| Representando a la RFA   |                               |                   |             |
| Juegos Olímpicos         |                               |                   |             |
| Año                      | Lugar                         | Medalla           | Categoría   |
| 1988                     | Seúl (Corea del Sur)          | Medalla de oro    | Por equipos |
| Campeonato Mundial       |                               |                   |             |
| Año                      | Lugar                         | Medalla           | Categoría   |
| 1990                     | Estocolmo (Suecia)            | Medalla de oro    | Por equipos |
| Campeonato Europeo       |                               |                   |             |
| Año                      | Lugar                         | Medalla           | Categoría   |
| 1987                     | Leicester (Reino Unido)       | Medalla de oro    | Por equipos |
| 1987                     | Leicester (Reino Unido)       | Medalla de plata  | Individual  |
| 1989                     | Mondorf (Luxemburgo)          | Medalla de oro    | Por equipos |
| 1989                     | Mondorf (Luxemburgo)          | Medalla de bronce | Individual  |
| Representando a Alemania |                               |                   |             |
| Campeonato Mundial       |                               |                   |             |
| Año                      | Lugar                         | Medalla           | Categoría   |
| 2002                     | Jerez de la Frontera (España) | Medalla de oro    | Por equipos |
| Campeonato Europeo       |                               |                   |             |
| Año                      | Lugar                         | Medalla           | Categoría   |
| 2005                     | Hagen (Alemania)              | Medalla de oro    | Por equipos |